# Гран-Бургтерульд
Гран-Бургтерульд (фр. Grand Bourgtheroulde) — муніципалітет у Франції, у регіоні Верхня Нормандія, департамент Ер. Гран-Бургтерульд утворено 1 січня 2016 року шляхом злиття муніципалітетів Боск-Бенар-Коммен, Буртерульд-Енфревіль i Тюї-Ебер. Адміністративним центром муніципалітету є Буртерульд-Енфревіль. Населення — 4025 осіб (01.01.2021).